# Hanchinhal, Raichur
Hanchinhal là một làng thuộc tehsil Raichur, huyện Raichur, bang Karnataka, Ấn Độ.